# Povilas Višinskis

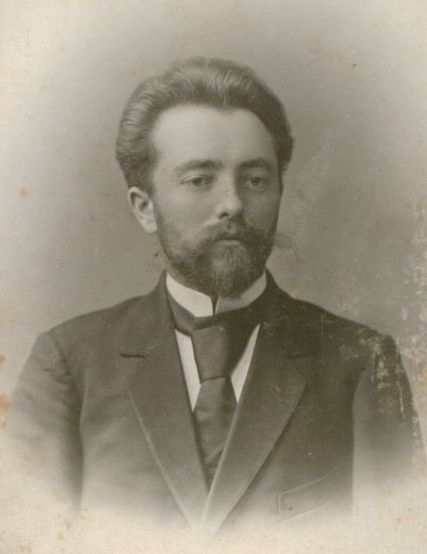
Zdjęcie z Wilna, około 1903 roku.

Povilas Višinskis (pol. Paweł Wyszyński, ur. 28 czerwca 1875 w Ušnėnai (nieopodal Kielm), zm. 23 kwietnia 1906 r. w Berlinie) – litewski pisarz, dziennikarz, reżyser, propagator kultury litewskiej, działacz polityczny. Pseudonimy literackie: A. – s,  Blinda, P – V, P. A., Apaštalas, P. Šiaulietis.

## Życiorys
Po zakończeniu gimnazjum w Szawlach w 1894 r. zaczął studiować na wydziale nauk przyrodniczych w Petersburgu. Należał do litewskiego związku studentów, który wówczas skupiał około 40 członków, pisywał do gazet Ūkininkas (Gospodarz) oraz Varpas (Dzwon). W latach 1894–1898 był członkiem petersburskiej grupy Litewskiej Partii Socjaldemokratycznej. W 1896 r. napisał charakterystykę antropologiczną Żmudzinów. W 1897 r. badał w okolicach Użwent folklor oraz uczył miejscowych chłopów pisania. W 1898 r. zwołał konferencję studentów litewskich w Szawlach w celu omówienia problemów redakcji gazet „Varpas“ i „Ūkininkas“.
W 1899 r. reżyserował spektakl „Amerika pirtyje“ (Ameryka w łaźni) w Połądze. 
W 1900 r., po śmierci Vincasa Kudirki przejął redagowanie obu gazet „Varpas“ i „Ūkininkas“. Był jednym z założycieli Litewskiej Partii Demokratycznej, której fundamentem programowym stało się „Credo“ opublikowane przez Višinskasa na łamach gazety „Varpas“.
W 1904 r. przeniósł się do Wilna i redagował dział literacki gazety „Vilniaus žinios“ (Wiadomości wileńskie). Razem z Vladasem Putvinskisem i innymi działaczami założył wydawnictwo „Šviesa“ (światło).